# Pheidole zeteki
Pheidole zeteki är en myrart som beskrevs av Smith 1947. Pheidole zeteki ingår i släktet Pheidole och familjen myror. Inga underarter finns listade i Catalogue of Life.